# Olympisches Fußballturnier 1972/Gruppe A
| Pl. | Land           | Sp. | S | U | N | Tore    | Diff. | Punkte |
| --- | -------------- | --- | - | - | - | ------- | ----- | ------ |
| 1.  | Ungarn         | 3   | 3 | 0 | 0 | 008:100 | +7    | 06:0   |
| 2.  | DDR            | 3   | 2 | 0 | 1 | 010:400 | +6    | 04:20  |
| 3.  | BR Deutschland | 3   | 0 | 1 | 2 | 004:800 | −4    | 01:50  |
| 4.  | Mexiko         | 3   | 0 | 1 | 2 | 001:100 | −9    | 01:50  |

Gruppe A im olympischen Fußballturnier 1972:

## BR Deutschland – Mexiko 1:1 (1:0)
| BR Deutschland                                                            | BR Deutschland | Mexiko | Mexiko |
| ------------------------------------------------------------------------- | --- | --- | ------ |
| BR Deutschland                                                            | \| 1. Gruppenspieltag \| \| Sonntag, 3. September 1972 um 20:00 Uhr in Nürnberg (Städtisches Stadion) \| \| Zuschauer: 40.000 \| \| Schiedsrichter: Poh Hwa Oei ( Malaysia) \| \| Spielbericht \|                                             | \| 1. Gruppenspieltag \| \| Sonntag, 3. September 1972 um 20:00 Uhr in Nürnberg (Städtisches Stadion) \| \| Zuschauer: 40.000 \| \| Schiedsrichter: Poh Hwa Oei ( Malaysia) \| \| Spielbericht \|                                     | Mexiko |
| BR Deutschland                                                            | Günter Wienhold – Friedhelm Haebermann – Heiner Baltes, Egon Schmitt , Hartwig Bleidick – Hermann Bitz, Jürgen Kalb (77. Manfred Kaltz), Bernd Nickel – Uli Hoeneß, Ottmar Hitzfeld, Rudi Seliger (64. Ronald Worm) Cheftrainer: Jupp Derwall | Horacio Sánchez – José Luis Trejo – Jesus Rico, Juan Manuel Álvarez Álvarez, Enrique Martin del Campo – Alejandro Hernández, Fernando Blanco, Alejandro Peña – Manuel Manzo, Daniel Razo, Leonardo Cuéllar Cheftrainer: Diego Mercado | Mexiko |
| BR Deutschland                                                            | 1:0 Hitzfeld (5.) | 1:1 Cuéllar (69.) | Mexiko |
| BR Deutschland                                                            | Baltes | Álvarez | Mexiko |
| 1. Gruppenspieltag                                                        | | |        |
| Sonntag, 3. September 1972 um 20:00 Uhr in Nürnberg (Städtisches Stadion) | | |        |
| Zuschauer: 40.000                                                         | | |        |
| Schiedsrichter: Poh Hwa Oei ( Malaysia)                                   | | |        |
| Spielbericht                                                              | | |        |

## Ungarn – DDR 2:0 (0:0)
| Ungarn                                                                | Ungarn | DDR | DDR |
| --------------------------------------------------------------------- | --- | --- | --- |
| Ungarn                                                                | \| 1. Gruppenspieltag \| \| Sonntag, 3. September 1972 um 15:00 Uhr in Passau (Dreiflüssestadion) \| \| Zuschauer: 8.500 \| \| Schiedsrichter: Armando Marques ( Brasilien) \| \| Spielbericht \|    | \| 1. Gruppenspieltag \| \| Sonntag, 3. September 1972 um 15:00 Uhr in Passau (Dreiflüssestadion) \| \| Zuschauer: 8.500 \| \| Schiedsrichter: Armando Marques ( Brasilien) \| \| Spielbericht \|                                                           | DDR |
| Ungarn                                                                | István Géczi – Miklós Páncsics – Péter Vépi, László Bálint, Péter Juhász – Ede Dunai, Lajos Szűcs, Lajos Kocsis (77. Lajos Kű) – Kálmán Tóth, Antal Dunai, Béla Várady Cheftrainer: Rudolf Illovszky | Jürgen Croy – Manfred Zapf – Frank Ganzera, Konrad Weise, Bernd Bransch – Wolfgang Seguin, Jürgen Pommerenke (70. Harald Irmscher), Hans-Jürgen Kreische – Jürgen Sparwasser, Peter Ducke (69. Eberhard Vogel), Joachim Streich Cheftrainer: Georg Buschner | DDR |
| Ungarn                                                                | 1:0 A. Dunai (60.) 2:0 Tóth (66.) | | DDR |
| Ungarn                                                                | Bálint, Kű | Ducke | DDR |
| 1. Gruppenspieltag                                                    | | |     |
| Sonntag, 3. September 1972 um 15:00 Uhr in Passau (Dreiflüssestadion) | | |     |
| Zuschauer: 8.500                                                      | | |     |
| Schiedsrichter: Armando Marques ( Brasilien)                          | | |     |
| Spielbericht                                                          | | |     |

## DDR – Mexiko 7:0 (2:0)
| DDR                                                                  | DDR | Mexiko | Mexiko |
| -------------------------------------------------------------------- | --- | --- | ------ |
| DDR                                                                  | \| 2. Gruppenspieltag \| \| Dienstag, 5. September 1972 um 16:30 Uhr in Ingolstadt (ESV-Stadion) \| \| Zuschauer: 5.500 \| \| Schiedsrichter: Jafar Namdar ( Iran) \| \| Spielbericht \|                                                                      | \| 2. Gruppenspieltag \| \| Dienstag, 5. September 1972 um 16:30 Uhr in Ingolstadt (ESV-Stadion) \| \| Zuschauer: 5.500 \| \| Schiedsrichter: Jafar Namdar ( Iran) \| \| Spielbericht \|                                                                                           | Mexiko |
| DDR                                                                  | Jürgen Croy – Manfred Zapf – Frank Ganzera, Konrad Weise, Bernd Bransch – Jürgen Pommerenke, Wolfgang Seguin (78. Reinhard Häfner), Hans-Jürgen Kreische – Jürgen Sparwasser, Peter Ducke (71. Ralf Schulenberg), Joachim Streich Cheftrainer: Georg Buschner | Horacio Sánchez – José Luis Trejo – Jesus Rico, Juan Manuel Álvarez Álvarez, Enrique Martin del Campo – Alejandro Hernández, Fernando Blanco (74. David Regalado), Alejandro Peña – Manuel Manzo (78. Alfredo Hernández), Daniel Razo, Leonardo Cuéllar Cheftrainer: Diego Mercado | Mexiko |
| DDR                                                                  | 1:0 Ganzera (34.) 2:0 Sparwasser (39.) 3:0 Streich (48.) 4:0 Sparwasser (51.) 5:0 Kreische (72.) 6:0 Häfner (79.) 7:0 Sparwasser (89.) | | Mexiko |
| DDR                                                                  | Streich | | Mexiko |
| 2. Gruppenspieltag                                                   | | |        |
| Dienstag, 5. September 1972 um 16:30 Uhr in Ingolstadt (ESV-Stadion) | | |        |
| Zuschauer: 5.500                                                     | | |        |
| Schiedsrichter: Jafar Namdar ( Iran)                                 | | |        |
| Spielbericht                                                         | | |        |

## Ungarn – BR Deutschland 4:1 (2:1)
| Ungarn                                                               | Ungarn | BR Deutschland | BR Deutschland |
| -------------------------------------------------------------------- | --- | --- | -------------- |
| Ungarn                                                               | \| 2. Gruppenspieltag \| \| Mittwoch, 6. September 1972 um 20:00 Uhr in München (Olympiastadion) \| \| Zuschauer: 70.000 \| \| Schiedsrichter: Luis Pestarino ( Argentinien) \| \| Spielbericht \| | \| 2. Gruppenspieltag \| \| Mittwoch, 6. September 1972 um 20:00 Uhr in München (Olympiastadion) \| \| Zuschauer: 70.000 \| \| Schiedsrichter: Luis Pestarino ( Argentinien) \| \| Spielbericht \|                                          | BR Deutschland |
| Ungarn                                                               | István Géczi – Miklós Páncsics – Péter Vépi, László Bálint, Péter Juhász – Ede Dunai, Lajos Szűcs, Lajos Kű – László Branikovits, Antal Dunai, Kálmán Tóth Cheftrainer: Rudolf Illovszky           | Günter Wienhold – Friedhelm Haebermann – Heiner Baltes, Egon Schmitt , Reiner Hollmann – Hermann Bitz (77. Rudi Seliger), Jürgen Kalb, Bernd Nickel – Uli Hoeneß, Ottmar Hitzfeld, Klaus Wunder (64. Ronald Worm) Cheftrainer: Jupp Derwall | BR Deutschland |
| Ungarn                                                               | 1:0 E. Dunai (14.) 2:1 A. Dunai (43.) 3:1 Kű (75.) 4:1 Kű (87.) | 1:1 Hitzfeld (33.) | BR Deutschland |
| Ungarn                                                               | Páncsics, Szűcs | Nickel | BR Deutschland |
| 2. Gruppenspieltag                                                   | | |                |
| Mittwoch, 6. September 1972 um 20:00 Uhr in München (Olympiastadion) | | |                |
| Zuschauer: 70.000                                                    | | |                |
| Schiedsrichter: Luis Pestarino ( Argentinien)                        | | |                |
| Spielbericht                                                         | | |                |

## Ungarn – Mexiko 2:0 (1:0)
| Ungarn                                                              | Ungarn | Mexiko | Mexiko |
| ------------------------------------------------------------------- | --- | --- | ------ |
| Ungarn                                                              | \| 3. Gruppenspieltag \| \| Freitag, 8. September 1972 um 16:30 Uhr in Regensburg (Jahnstadion) \| \| Zuschauer: 2.500 \| \| Schiedsrichter: Lee Kan Chee ( Hongkong) \| \| Spielbericht \|                                    | \| 3. Gruppenspieltag \| \| Freitag, 8. September 1972 um 16:30 Uhr in Regensburg (Jahnstadion) \| \| Zuschauer: 2.500 \| \| Schiedsrichter: Lee Kan Chee ( Hongkong) \| \| Spielbericht \|                                                                   | Mexiko |
| Ungarn                                                              | István Géczi – Miklós Páncsics – Péter Vépi, József Kovács, László Bálint – Ede Dunai, Lajos Szűcs, Lajos Kű (46. Lajos Kocsis) – László Branikovits, Antal Dunai (73. Béla Várady), Kálmán Tóth Cheftrainer: Rudolf Illovszky | Horacio Sánchez – José Luis Trejo – Jesus Rico, Juan Manuel Álvarez Álvarez, Enrique Martin del Campo – Alejandro Hernández, Fernando Blanco, Alejandro Peña – Manuel Manzo, Daniel Razo (77. Alfredo Hernández), Leonardo Cuéllar Cheftrainer: Diego Mercado | Mexiko |
| Ungarn                                                              | 1:0 A. Dunai (35.) 2:0 Kocsis (53.) | | Mexiko |
| Ungarn                                                              | Branikovits | Álvarez, Alejandro Hernández | Mexiko |
| 3. Gruppenspieltag                                                  | | |        |
| Freitag, 8. September 1972 um 16:30 Uhr in Regensburg (Jahnstadion) | | |        |
| Zuschauer: 2.500                                                    | | |        |
| Schiedsrichter: Lee Kan Chee ( Hongkong)                            | | |        |
| Spielbericht                                                        | | |        |

## DDR – BR Deutschland 3:2 (1:1)
| DDR                                                                 | DDR | BR Deutschland | BR Deutschland |
| ------------------------------------------------------------------- | --- | --- | -------------- |
| DDR                                                                 | \| 3. Gruppenspieltag \| \| Freitag, 8. September 1972 um 21:30 Uhr in München (Olympiastadion) \| \| Zuschauer: 80.000 \| \| Schiedsrichter: William Joseph Mullan ( Schottland) \| \| Spielbericht \|                                | \| 3. Gruppenspieltag \| \| Freitag, 8. September 1972 um 21:30 Uhr in München (Olympiastadion) \| \| Zuschauer: 80.000 \| \| Schiedsrichter: William Joseph Mullan ( Schottland) \| \| Spielbericht \|                                         | BR Deutschland |
| DDR                                                                 | Jürgen Croy – Manfred Zapf – Bernd Bransch , Konrad Weise, Frank Ganzera – Jürgen Pommerenke, Wolfgang Seguin, Hans-Jürgen Kreische – Jürgen Sparwasser, Peter Ducke, Joachim Streich (71. Eberhard Vogel) Cheftrainer: Georg Buschner | Hans-Jürgen Bradler – Friedhelm Haebermann – Heiner Baltes, Egon Schmitt , Reiner Hollmann (75. Rudi Seliger) – Hermann Bitz, Jürgen Kalb, Bernd Nickel – Uli Hoeneß, Ottmar Hitzfeld, Klaus Wunder (59. Ronald Worm) Cheftrainer: Jupp Derwall | BR Deutschland |
| DDR                                                                 | 1:0 Pommerenke (10.) 2:1 Streich (53.) 3:2 Vogel (82.) | 1:1 Hoeneß (31.) 2:2 Hitzfeld (68.) | BR Deutschland |
| DDR                                                                 | Zapf (40.) | Bitz (52.) | BR Deutschland |
| 3. Gruppenspieltag                                                  | | |                |
| Freitag, 8. September 1972 um 21:30 Uhr in München (Olympiastadion) | | |                |
| Zuschauer: 80.000                                                   | | |                |
| Schiedsrichter: William Joseph Mullan ( Schottland)                 | | |                |
| Spielbericht                                                        | | |                |